# Escarlata
El color escarlata és una tonalitat del color vermell que tendeix lleugerament al color taronja.
Procedència del nom escarlata: [s. XIII; de l'hispanoàrab 'iškirlâṭa, íd., de l'ant. siqirlâṭ, alteració de l'àr. siqillâṭ 'seda amb brocats d'or', del grec medieval sigillãtos 'teixit amb marques', del ll. textum sigillatum 'teixit segellat'].
En espectroscòpia, l'emissió de compostos d'estronci es defineix com en l'espectre vermell escarlata de la llum visible. Les línies d'emissió se situen en 640,8 nm, 650,4 nm, 687,8 nm i 707,0 nm.
Una mostra del color escarlata:

## Etimologia
El terme cromàtic escarlata va patir una evolució d'un terme material (teixit) a un terme abstracte (color).
El color vermell sempre ha sigut el color de la noblesa, el color simbòlic del poder.
Antigament el vermell més noble era el vermell porpra que tenia un to violat i s'aconseguia amb un tint que es fabricava a partir d'uns mol·luscs a la costa de Tir. A partir de la caiguda de Constantinoble en mans dels turcs otomans el 1453 el tint porpra es va deixar de fabricar. Llavors les teles més riques comencen a tenyir-se de vermell escarlata o carmesí. Aquest tint s'obtenia d'uns insectes anomenats quermes, la seva producció era molt laboriosa el que feia encarir molt el producte. Per fixar el tint a la roba era necessari l'alum (sal natural d'alumini) que era importat d'Egipte o de Turquia, fet que encaria més el cost del tint.
En el segle XI en el món de parla germànica el terme escarlata es referia a un teixit de llana delicat i molt car. Un teixit adquiria el seu màxim valor quan era tenyit amb el tint més car, cap al segle xiii l'"escarlata" més freqüent era la que es tenyia d'aquest tint obtingut del quermes.
En el segle xiv el nom escarlata ja es referia al tint i poc després es converteix en el nom del color.

## Història
- Des de temps remots i en moltes cultures el vermell s'associava a la divinitat.[4]
- En l'antiga Grècia s'utilitzava per santificar bodes i funerals.[4]
- El vermell (color de la llum i el foc) estava present en l'interior d'edificis religiosos romans, com en el Temple d'Afea a Egina o en el Temple d'Isis a Pompeia.[5]
- Ja en l'època medieval existia una certa confusió entre el color porpra i l'escarlata.[6]

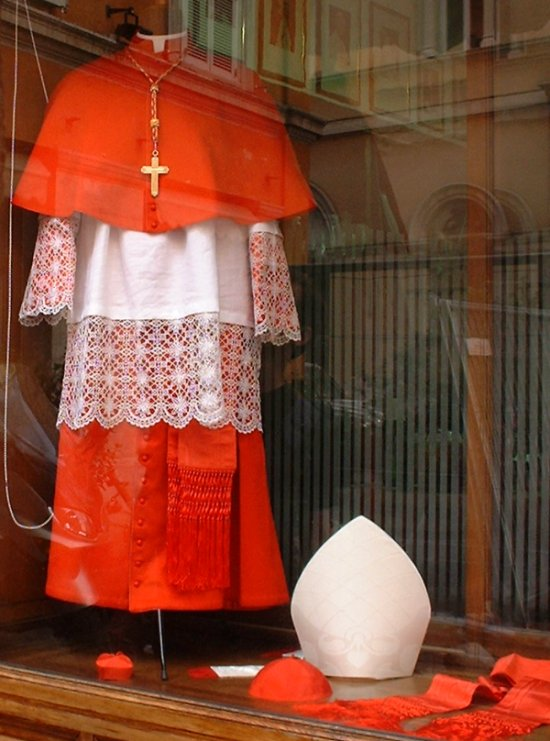
Roba d'un cardenal

- També l'historiador i pintor Matthew Paris, en un estudi sobre escuts heràldics inclou el porpra com una variació del color vermell.[7]
- Els investigadors actuals del simbolisme cromàtic medieval també tenen dificultats en separar un color de l'altre.[8]

| «                                | La púrpura real de la túnica de Cristo tiene la misma tonalidad que el color escarlata, símbolo del pecado. | » |
| — Cumont, F. (1949) Lux Perpetua | |   |

- En l'Antic Testament ja es menciona com un dels colors més preuats. Deu indica a Moisès de quin color han de ser els vels del temple i les vestidures sacerdotals.[2]
- Al Nou Testament apareix aquest color com a representació de la reialesa.
- En la Roma imperial el vermell estava reservat a l'emperador i als caps de la guerra.
- El tancament del mercat romà d'Orient de la porpra i el descobriment d'un important jaciment d'alum (ingredient essencial en el tint del Kermés) fan que el papa Pau I i els seus cardenals canviïn el color de les seves vestimentes a l'escarlata.
- Durant el segle xv, en els Països Baixos, la Verge es representava vestida d'aquest color, ja que l'escarlata era el tint tèxtil més preuat.
- Durant l'Alt Renaixement i d'acord amb l'estricte protocol venecià en el vestir, l'escarlata podia ser el color del dol.
- En l'edat mitjana, fins al segle xix les núvies vestien de vermell, també les prostitutes estaven obligades a portar una peça de roba d'aquest color per a distingir-les. Tornem a trobar aquí una dualitat simbòlica: l'amor i el pecat de la carn.[9]
- Del vermell de la noblesa encara guardem algun referent. La catifa vermella a l'entrada de l'òpera, teatres i hotels.[10]
- En l'actualitat Espanya i Mèxic encara extrauen tint de les cotxinilles (quermes) que es fa servir per a l'elaboració de medicaments, begudes i pintallavis.

## Simbologia

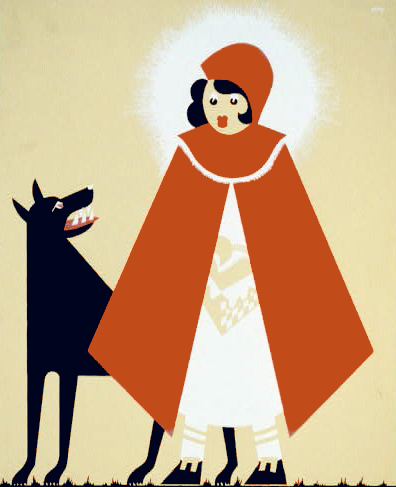
La caputxeta i el llop il·lustració del 1939.

- El color vermell o roig ens remet a dos elements presents al llarg de la nostra història: el foc i la sang. Elements que tenen una dualitat simbòlica. El foc és la vida (les flames de l'Esperit Sant) però també les flames de la mort, les de l'infern. La sang que Crist va vessar per donar-nos la vida, però també la sang del crim i els pecats.
- En la cultura xinesa, el color vermell és el color de la felicitat, per això vesteixen els seus nadons de color escarlata. També les núvies es casen vestides de vermell.[11]
- Símbol internacional de perill, prohibició i advertència (semàfor, alerta roja, targeta roja, telèfon roig, creu roja, frens d'emergència, botons d'alarma, ...)[12]
- La Rússia Soviètica (1918) i la Xina (1949) adopten la bandera vermella com a símbol comunista.
- En el món occidental és símbol de festa, Nadal, luxe i espectacle.
- També s'associa a l'erotisme i la passió.
- La caputxeta vermella que porta la nena del tradicional conte infantil li serveix de protecció màgica contra la malícia del llop.[13]

## El color escarlata en la literatura
- La lletra escarlata. Novel·la de Nathaniel Hawthorne, escriptor nord-americà del segle xix. Explica la història d'una dona condemnada a portar una lletra A cosida al pit com a càstig del pecat d'adulteri.
- Estudi en escarlata. Novel·la d'Arthur Conan Doyle, publicada el 1887, on apareix per primera vegada el personatge de Sherlock Holmes.
- Scarlett O’Hara. Protagonista de la novel·la de Margaret Mitchell "Allò que el vent s'endugué" ambientada en la Guerra Civil Americana.

## Escarlata pot designar
- Nom de dona.
- Escarlatina, malaltia infecciosa i contagiosa d'origen bacterià caracteritzada per una inflamació de gola i erupció cutània de color escarlata.
- El grup escarlata, és un duo musical veneçolà que imita les cançons del duo Pimpinela.
- "La Trinchera Escarlata" és la barra que dona ànims al Club Social i Esportiu Municipal de Guatemala. Fundada a finals dels anys 90.[14]
- El Capità Escarlata, sèrie televisiva de titelles electrònics, creats per Gerry Anderson.
- Corocoro, també anomenada Ibis escarlata o garsa roja és una au ciconiforme nativa de Sud-amèrica.

## Galeria fotogràfica

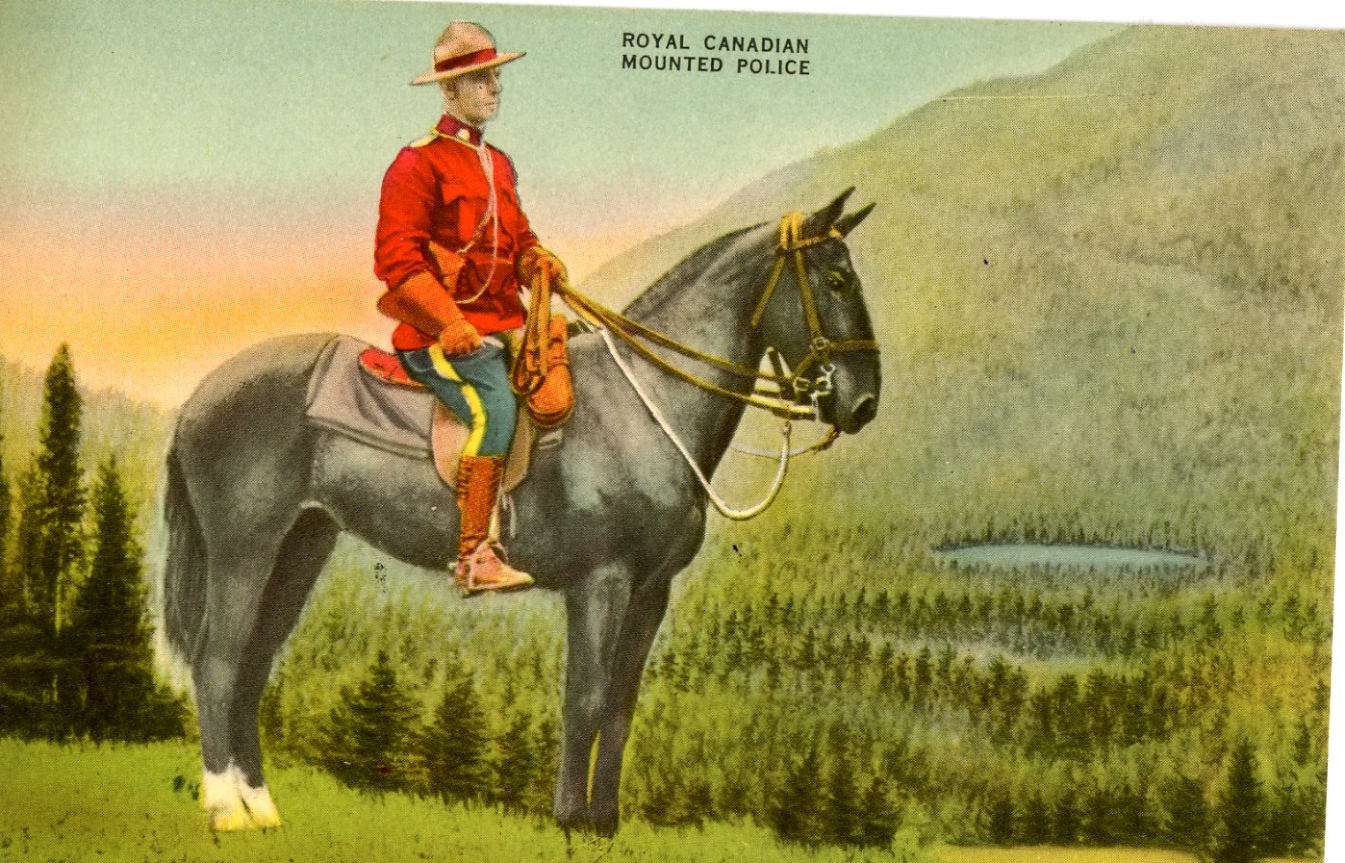
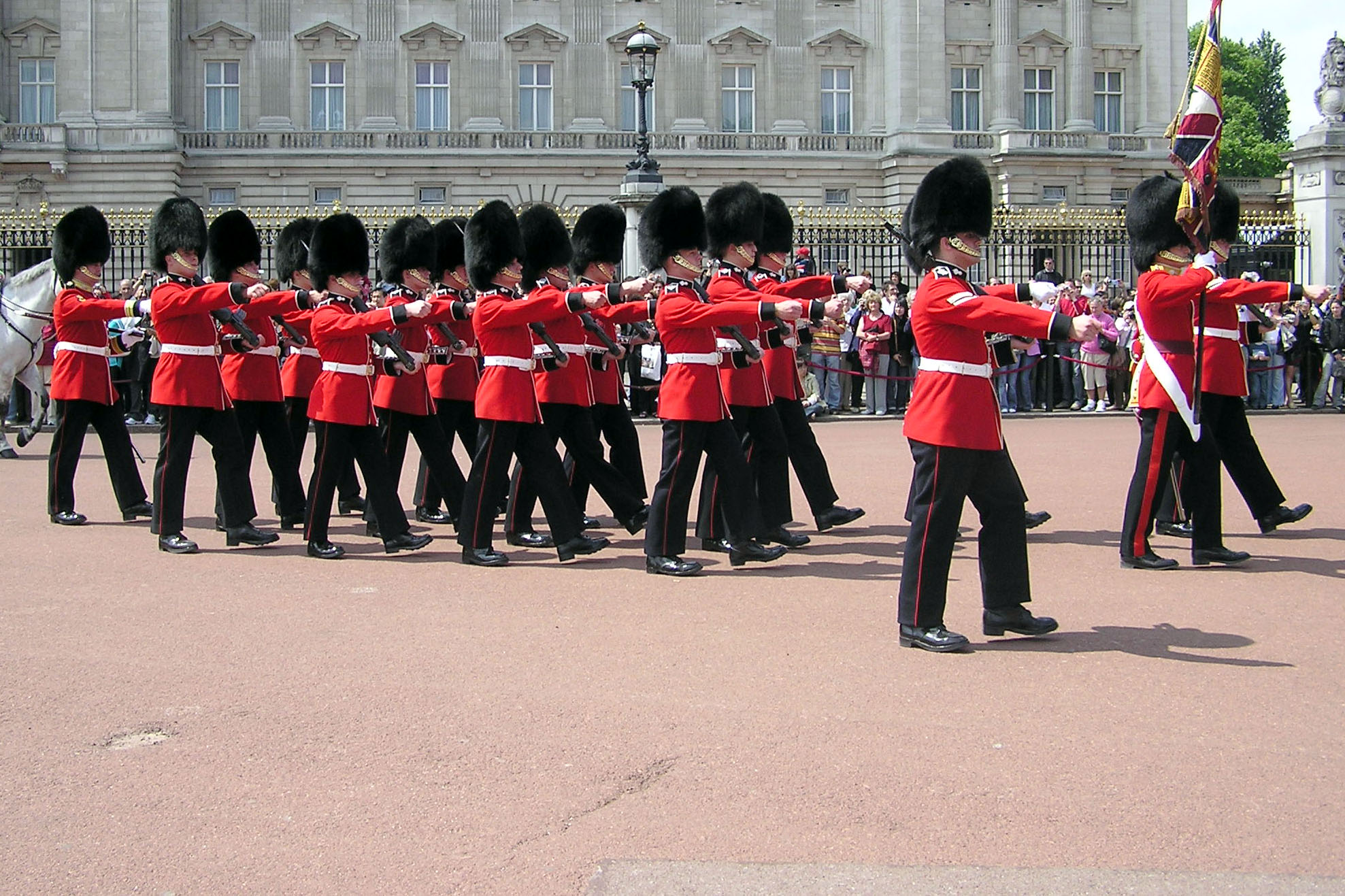
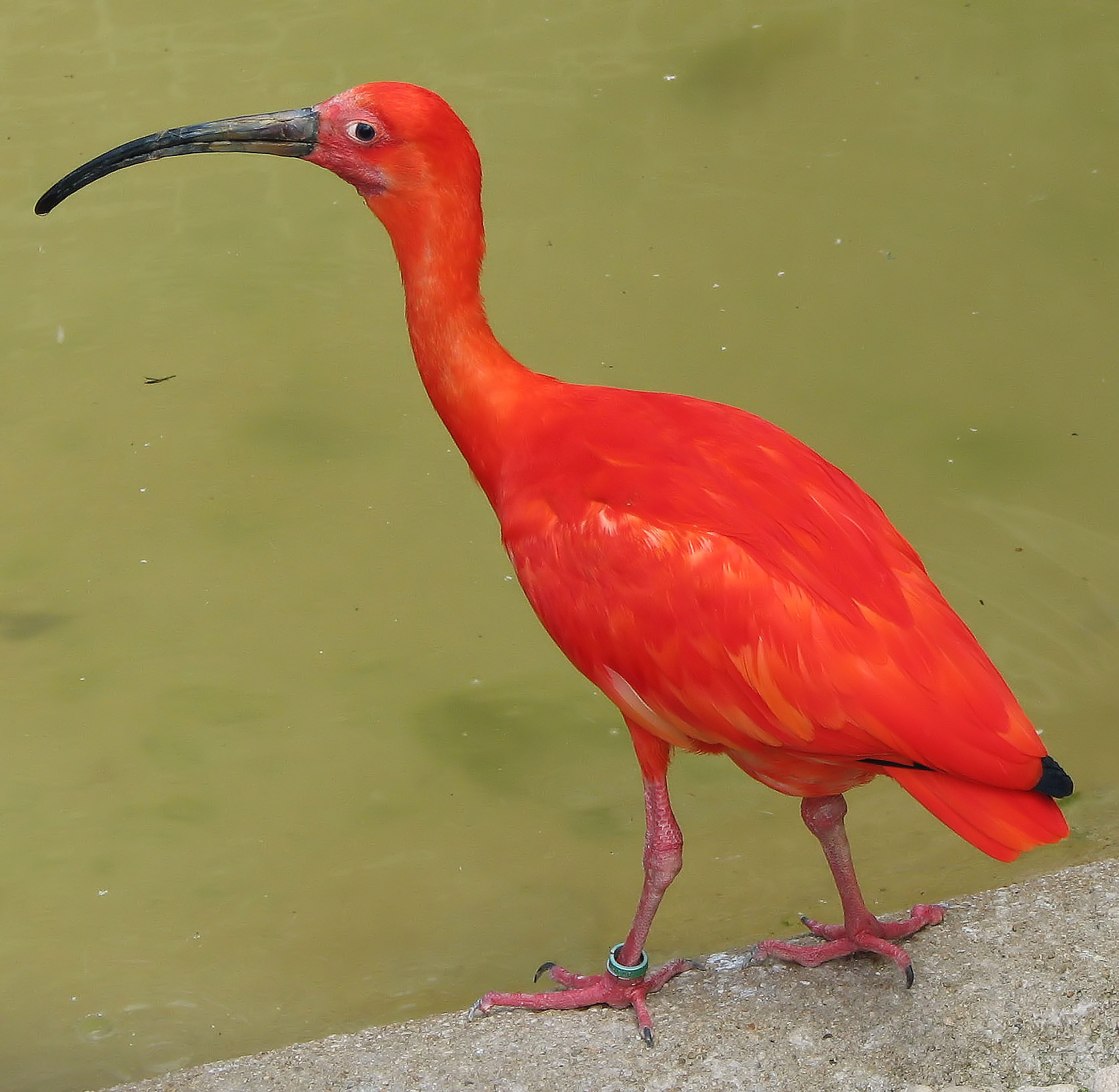
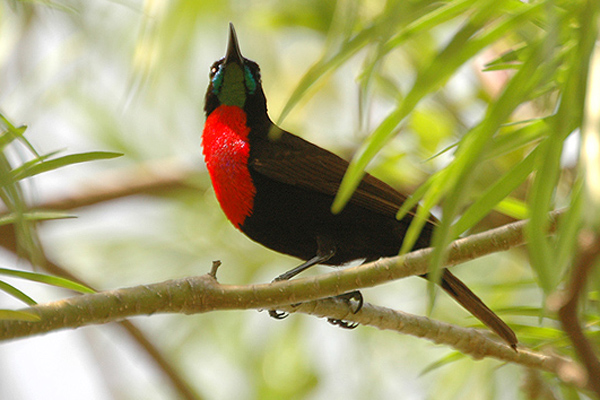
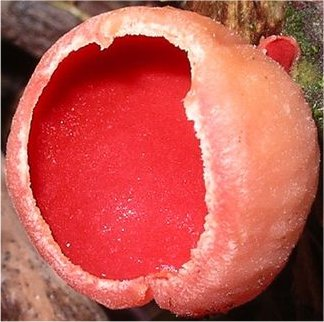
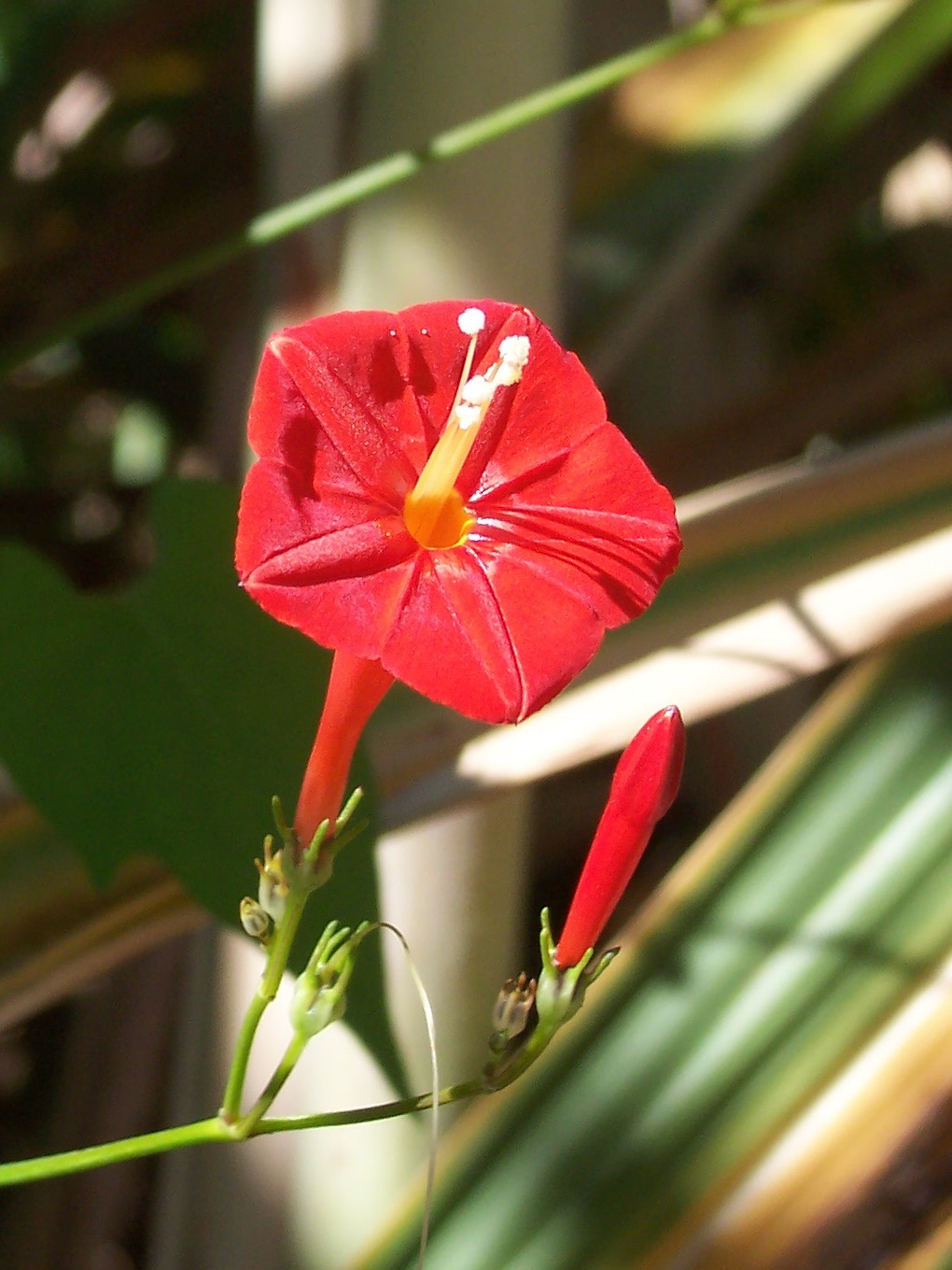
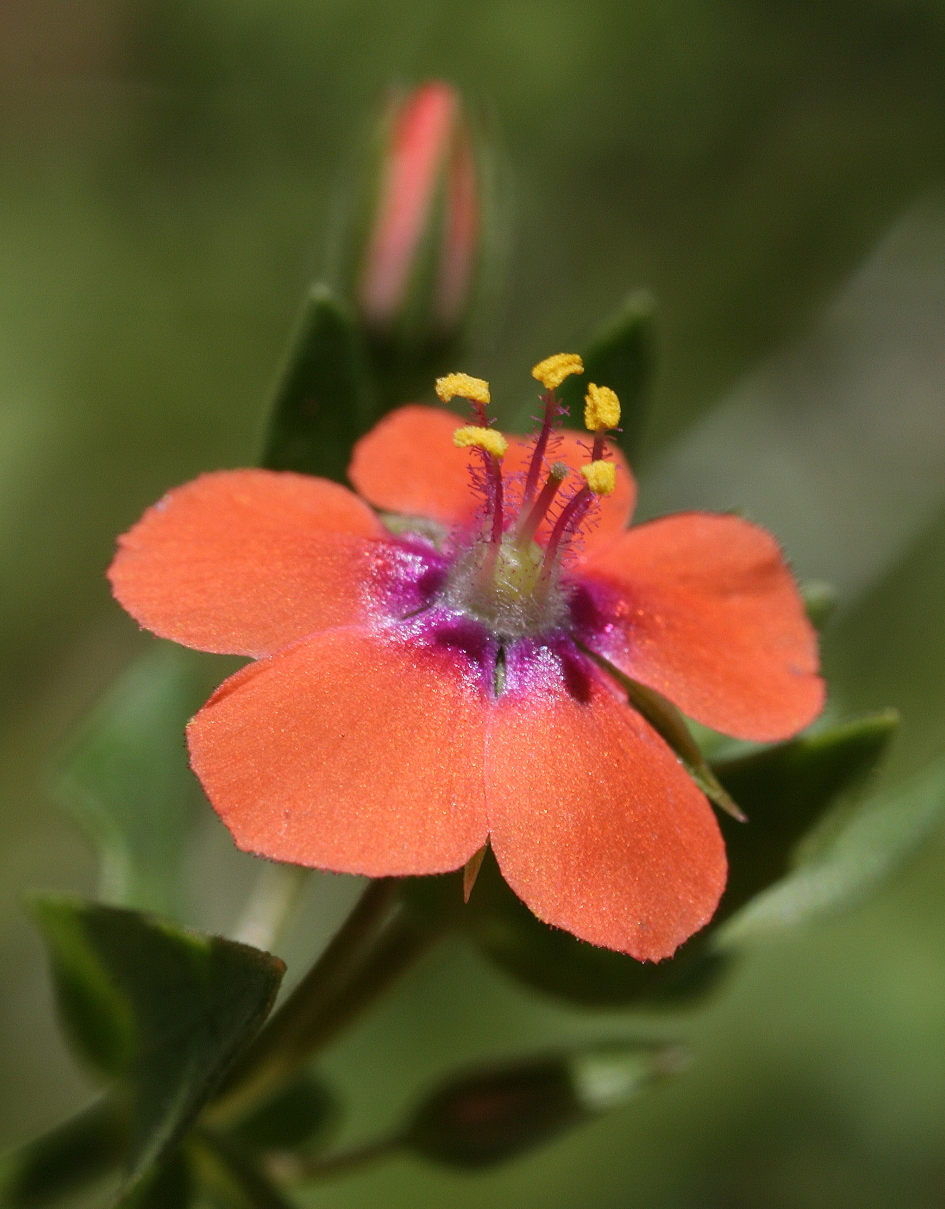